# Ngandame
Ngandame est un village du Cameroun situé dans la région de l'Est et dans le département du Haut-Nyong. Il fait partie de la commune de Doumaintang et du canton de Maka Mboans.

## Population
Lors du recensement de 2005, Ngandame comptait 513 habitants, dont 243 hommes et 270 femmes.
En 1965/66, on dénombrait 386 habitants.

## Infrastructures
Le village se situe sur la piste reliant Doumaintang à Sallé, Kwambang et Nguelemendouka.